# 弘福寺 (深圳)

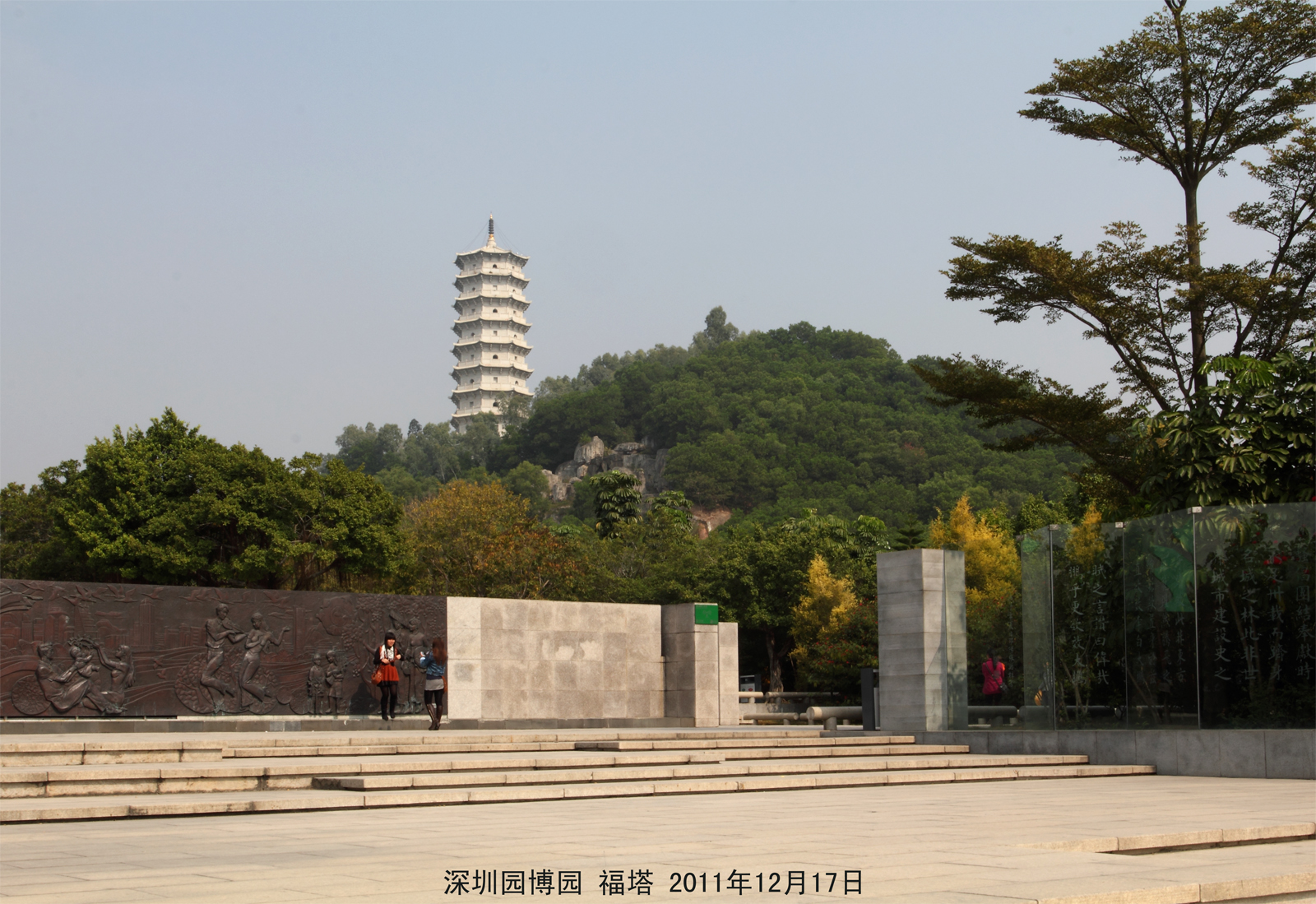
深圳福塔

弘福寺是中国广东省深圳市佛寺，位于福田区园博园内山丘上。
主体为仿宋风格的石塔「福塔」，塔高53米，九层八角，内有本焕大和尚舍利及题字。